# 中国社会科学院

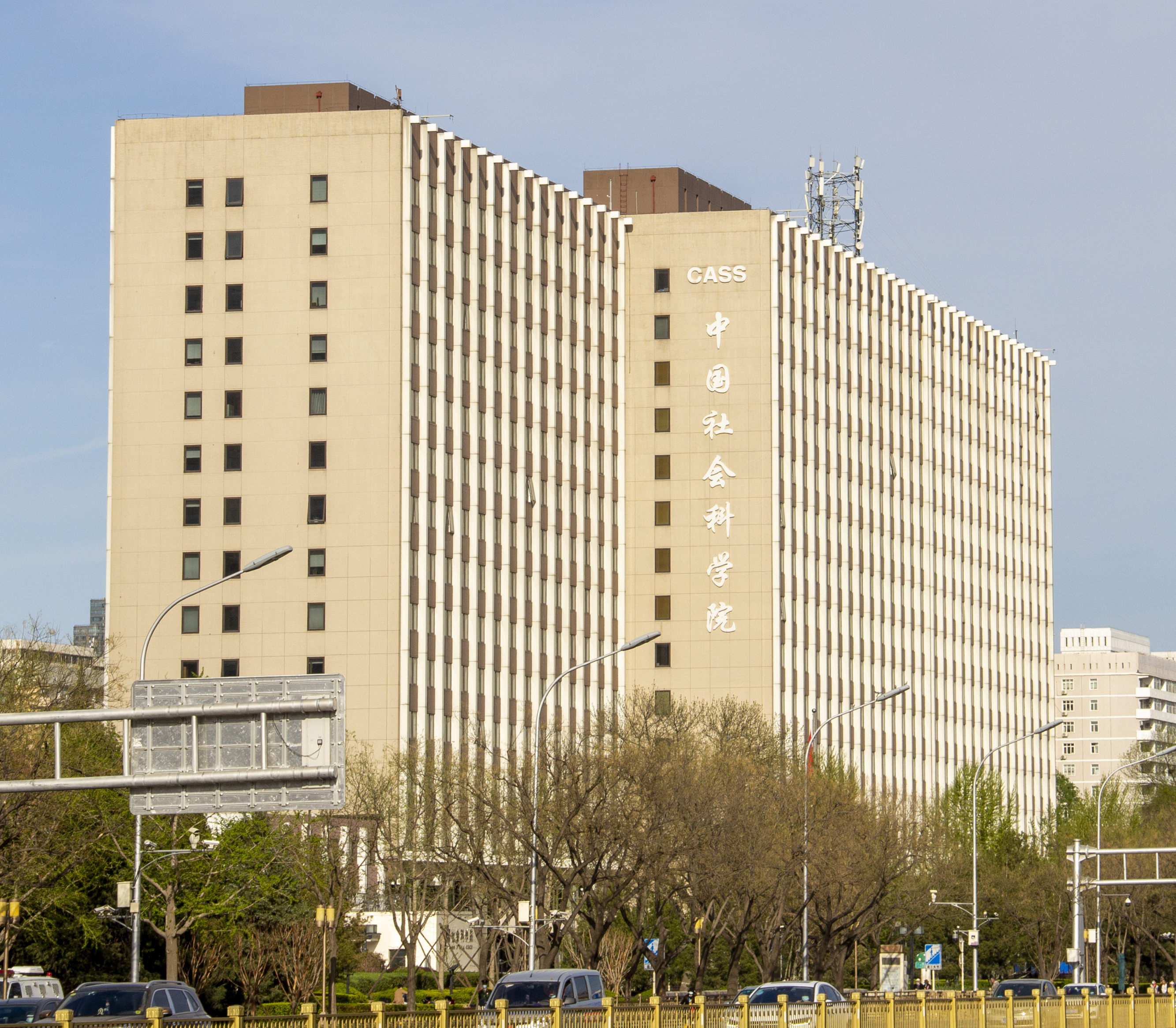
中国社会科学院大樓

中国社会科学院（英語：Chinese Academy of Social Sciences，縮寫為），简称中国社科院，是中华人民共和国在哲学、社会科学领域研究的国家级学术机构与综合研究中心，为正部级国务院直属事业单位。中国社会科学院是中国哲学社会科学研究的最高学术机构和综合研究中心。
中国社会科学院成立于1977年5月，前身是中国科学院哲学社会科学部。社科院主要研究对象为中国与世界各国的语言、哲学、法学、经济、宗教、民族、考古、历史和文学等问题。目前，社科院內共分為6个學部，下轄37個研究所。
美国宾夕法尼亚大学智库研究项目（TTCSP）研究编写的《全球智库报告2015》中，中國社會科學院排名全球第31名，為中國排名最高的智庫。

## 沿革
1949年11月，中国科学院在北京成立。中国科学院哲学社会科学部最初设有语言研究所、哲学研究所、法学研究所、经济研究所、世界经济研究所、民族研究所、世界宗教研究所、考古研究所、历史研究所、近代史研究所、世界历史研究所、文学研究所、外国文学研究所和情报资料研究室等14个研究单位，总人数2200多人。
1977年5月，经中國共產黨中央委員會决定，组建“中国社会科学院”，不再保留“中国科学院哲学社会科学部”。中国社会科学院建院之后先后成立了工业经济研究所等16个研究和出版单位。苏联东欧研究所、西亚非洲研究所和拉丁美洲研究所亦在建院初期划归中国社会科学院。
1981年以后，社科院又成立了数量与技术经济研究所等6个科研院所，研究所总数扩张到31个，研究中心则有45个。
2019年1月3日，经中國共產黨中央委員會批准，以中国社会科学院历史学部为基础，组建中国历史研究院，下设考古研究所、古代史研究所、近代史研究所、世界历史研究所、中国边疆研究所、历史理论研究所，负责统筹指导全国历史研究工作，制定研究规划。
2020年8月31日，根据国家发展改革委《关于全面推开行业协会商会与行政机关脱钩改革的实施意见》（发改体改〔2019〕1063号），原由社科院主管的中国县镇经济交流促进会、中国西部开发促进会、中国开发性金融促进会等3家行业协会（商会）与社科院分离，依法直接登记、独立运行，剥离行政职能，不再设置业务主管单位。取消对其的直接财政拨款，通过政府购买服务等方式支持其发展。
2023年9月24日，《中共中央办公厅 国务院办公厅关于调整中国社会科学院职责等事项的通知》称，“不再保留中国社会科学院的代管中国地方志指导小组职责。中国地方志指导小组办公室更名为中国地方志工作办公室，继续加挂国家方志馆牌子。中国地方志工作办公室，由中国社会科学院代中央宣传思想文化工作领导小组管理”。

## 职责
根据《中国社会科学院职能配置、内设机构和人员编制规定》，社科院承担下列职责：
1. 坚持马克思主义的指导地位，加强对习近平新时代中国特色社会主义思想的整体性系统性研究阐释，以研究我国改革发展稳定重大理论和实践问题为主攻方向，深化马克思主义理论研究和建设，推进马克思主义中国化时代化，坚持和发展当代中国马克思主义、二十一世纪马克思主义。
2. 构建哲学社会科学创新体系，深入实施哲学社会科学创新工程，构建中国特色哲学社会科学学科体系、学术体系、话语体系，解读中国实践，阐释中国理论，传播中国思想，繁荣发展中国特色哲学社会科学。
3. 构建中国特色哲学社会科学学术评价体系，制定和完善中国哲学社会科学评价标准，参与制定国际学术评价标准，承担和协调全国哲学社会科学学术评价工作；加强哲学社会科学科研诚信体系建设，统筹指导全国哲学社会科学科研诚信管理工作。
4. 加强中国特色新型智库建设和国内外智库交流，建设国家哲学社会科学文献中心，构建具有中国特色的哲学社会科学理论平台；向党中央、国务院报送学术研究和思想理论方面的重要信息，反映学术界动态，报送重要研究成果、对策性建议，为党和国家重大决策提供智力支撑。
5. 根据我国国情、经济社会发展战略以及国际政治经济形势和学术发展动向，组织开展重大问题调研，对国家经济社会发展中具有全局意义、战略意义的重大理论问题和实际问题进行深入研究。
6. 根据我国对外政策和哲学社会科学发展需要，开展国际学术交流，推动哲学社会科学领域广泛合作和优秀学术成果对外推广传播，增强我国哲学社会科学国际影响力；开展与香港、澳门特别行政区和台湾地区的学术交流。
7. 建设种类齐全、梯队衔接的哲学社会科学人才队伍。
8. 完成党中央、国务院交办的其他任务。

## 机构设置
根据《中国社会科学院职能配置、内设机构和人员编制规定》，社科院设置下列机构：

### 内设机构
- 办公厅
- 科研局
- 人事教育局
- 国际合作局（港澳台办公室）
- 财务基建管理局
- 机关党委（党组巡视工作领导小组办公室）
- 离退休干部局

### 直属事业单位

#### 直属研究单位
| 文哲学部 - 语言研究所 - 哲学研究所 - 文学研究所 - 民族文学研究所 - 外国文学研究所 - 文化研究中心 - 世界宗教研究所 | 历史学部 - 中国历史研究院（院部）（副部级） - 考古研究所（中国考古博物馆） - 古代史研究所（中国国学研究与交流中心郭沫若纪念馆） - 近代史研究所 - 世界历史研究所 - 中国边疆研究所 - 历史理论研究所 - 台湾研究所 | 经济学部 - 经济研究所 - 工业经济研究所 - 农村发展研究所 - 财经战略研究院 - 金融研究所 - 数量经济与技术经济研究所 - 人口与劳动经济研究所 - 城市发展与环境研究所 |

| 社会政法学部 - 法学研究所 - 国际法研究所 - 政治学研究所 - 民族学与人类学研究所 - 社会学研究所 - 社会发展战略研究院 - 新闻与传播研究所 | 国际研究学部 - 世界经济与政治研究所 - 俄罗斯东欧中亚研究所 - 欧洲研究所 - 西亚非洲研究所（中国非洲研究院） - 拉丁美洲研究所 - 亚太与全球战略研究院 - 美国研究所 - 日本研究所 - 和平发展研究所 | 马克思主义研究学部 - 马克思主义研究院 - 当代中国研究所（副部级） - 当代中国出版社 - 信息情报研究院 - 中国社会科学评价研究院 |

#### 直属高等学校
- 中国社会科学院大学（中国社会科学院研究生院）

#### 其他直属事业单位
- 中国社会科学院图书馆（调查与数据信息中心）
- 中国社会科学杂志社
- 中国社会科学院服务中心
- 中国社会科学院文化发展促进中心
- 中国地方志工作办公室（国家方志馆）（代中央宣传思想文化工作领导小组管理）

### 直属企业单位
- 中国社会科学出版社
- 社会科学文献出版社
- 中国人文科学发展公司（中国经济技术研究咨询有限公司）
- 中国经营出版传媒集团

## 组织人事

### 历任院长
| 任次 | 姓名   | 照片 | 就職時間       | 卸任時間       | 備註                   |
| ---- | ------ | ---- | -------------- | -------------- | ---------------------- |
| 1    | 胡乔木 |      | 1977年11月     | 1982年8月23日  | 中央书记处书记兼任     |
| 2    | 马洪   |      | 1982年8月23日  | 1985年9月6日   |                        |
| 3    | 胡绳   |      | 1985年9月6日   | 1998年2月28日  | 全国政协副主席兼任     |
| 4    | 李铁映 |      | 1998年2月28日  | 2003年1月7日   | 中共中央政治局委员兼任 |
| 5    | 陈奎元 |      | 2003年1月7日   | 2013年4月27日  | 全国政协副主席兼任     |
| 6    | 王伟光 |      | 2013年4月27日  | 2018年3月20日  |                        |
| 7    | 谢伏瞻 |      | 2018年3月20日  | 2022年5月1日   |                        |
| 8    | 石泰峰 |      | 2022年5月1日   | 2022年12月28日 |                        |
| 9    | 高翔   |      | 2022年12月28日 | 现任           |                        |

### 其他院领导
| 副院长 ...... - 彭金辉（2024年10月—，正部长级，兼党组副书记） - 赵芮（2023年11月—） - 李雪松（2025年5月—，兼经济研究所所长至2025年） | 驻院纪检监察组组长 ...... - 杭元祥（2022年9月—） 秘书长 ...... - 赵志敏（2023年12月—） 其他党组成员 ...... - 姜辉（2018年12月—2021年7月，兼当代中国研究所所长） - 金民卿（2025年7月—，兼当代中国研究所所长） |

### 学部委员
下列名单列出历次评选出的中国科学院哲学社会科学部学部委员、中国社会科学院学部委员，依姓氏笔划顺序排列：
中国科学院哲学社会科学部成立于1955年，是中国哲学社会科学领域最高科学技术咨询机构。1977年，中国社会科学院组建，中科院哲学社会科学部相应撤销，社会科学领域学部委员制度废止。
中国社会科学院于2006年设置6个学部，恢复学部委员制度，并组织学部委员、荣誉学部委员评选。社科院学部委员为中华人民共和国最高社會科學荣誉之一，每四年增选一次。